# Никифор (Лосовський)
Ники́фор Лосо́вський гербу Прус III (пол. Nicefor Łosowski herbu Prus III; 1603 — 1651) — єпископ Української греко-католицької церкви; з 1637 року — адміністратор Луцько-Острозької єпархії, а з 1643 року ще й коад'ютор Полоцької архиєпархії.

## Життєпис
У 23-річному віці вступив до Грецької Колегії св. Атанасія у Римі, де навчався впродовж 1626–1633 років. Відомо, що ще до початку навчання від був висвячений на священника. Про Никифора Лосовського згадано під час першого римського процесу у справі беатифікації св. Йосафата Кунцевича. Перше засідання відбувалось у Римі впродовж 6–10 листопада 1629 року. Одним зі свідків процесу був римський студент священник Никифор Лосовський. У документах процесу сказано, що він жив з Йосафатом у монастирі впродовж багатьох років. І саме завдяки впливу св. Йосафата вступив до василіянського монастиря. Окрім того, під час цього процесу о. Никифор склав свідчення про митрополита Йосифа Рутського як про людину «святу і гідну великої довіри».